# Evangelion: 3.0+1.0 Thrice Upon a Time
Evangelion: 3.0+1.0 Thrice Upon a Time (シン・エヴァンゲリオン劇場版𝄇?, Shin Evangerion Gekijō-ban, lett. "Nuovo Evangelion versione cinematografica𝄇") è un film d'animazione giapponese del 2021 scritto e diretto da Hideaki Anno e prodotto dallo Studio Khara. È il quarto e ultimo capitolo della tetralogia Rebuild of Evangelion e segna la fine del lavoro del regista su Evangelion.
Il film, accolto da critiche positive, è quello che ha riscosso il più grande successo commerciale in tutto il franchise, superando gli altri titoli della serie e anche il film del 1997 The End of Evangelion.
Il film è uscito nel solo mercato cinematografico giapponese l'8 marzo 2021 ed è stato distribuito in tutto il mondo sulla piattaforma di streaming Amazon Prime Video il successivo 13 agosto in una versione leggermente riveduta e corretta intitolata Evangelion: 3.0+1.01 Thrice Upon a Time.

## Trama
Nell'ormai devastata città di Parigi, un team dell'organizzazione della Wille, guidato da Maya Ibuki e Ritsuko Akagi, lavora su un sistema progettato per decontaminare l'area dai residui del Near Third Impact, che ha macchiato tutte le terre emerse di un opaco rosso carminio. Dopo essere stati attaccati dalle forze della Nerv, il team viene difeso dalla flotta della Wunder e dall'Unità-08 guidata da Mari Illustrious Makinami, riuscendo a battere gli avversari e ripristinare Parigi. Nel frattempo, Asuka Shikinami Langley, Rei Ayanami e Shinji Ikari attraversano la periferia di Neo Tokyo-3.
I tre vengono prelevati da un cresciuto Kensuke Aida, che li porta al Villaggio-3, un insediamento di sopravvissuti, dove incontrano Toji Suzuhara e Hikari Horaki, ora adulti. Toji è un medico e ha un figlio con Hikari, mentre Kensuke è un tecnico tuttofare. Mentre Shinji si riprende lentamente dal trauma della morte di Kaworu, preferendo la solitudine alla compagnia degli altri, Rei esplora il villaggio e si stabilisce dai Suzuhara, lavorando come contadina nelle risaie.
Durante una giornata di lavoro, Kensuke decide di portare con sé Shinji, facendo la conoscenza di Ryoji Kaji, il figlio di Misato e del compianto Kaji, che morì scongiurando il Third Impact. Rei, dopo essersi ben acclimatata alla vita del villaggio, incontra un'ultima volta Shinji, decomponendosi infine davanti a lui.
La Wunder arriva a prendere Asuka, e Shinji decide di andare con lei. I Children - oramai sempre meno umani - sono costretti a delle vite di isolamento in specifiche camere anti-deflagrazione. Contemporaneamente, la Nerv, oramai composta dai soli Kozo Fuyutsuki e Gendō Ikari, si dirige in Antartide con l'intento di riavviare l'Unità-13 e dar inizio all'Additional Impact. La Wunder si mobilita al più presto per ostacolare i piani di Gendo.
All'arrivo al Polo Sud, la Wunder viene attaccata da tre navi della Nerv e da uno sciame di unità EVA. Asuka e Mari difendono abilmente la Wunder. Poco più tardi apparirà l'Unità-13, inattaccabile per via dello stesso AT field dell'EVA-02, terrorizzato dall'Unità-13. Asuka decide di togliersi la benda sull'occhio, rivelando il Nono Angelo contenuto al suo interno, convertendo dunque l'EVA-02 in una nuova forma. Nonostante ciò, il potere dell'Unità-13 è di gran lunga superiore: assorbe l'EVA-02 ed infine lo distrugge. Pochi istanti prima di essere assorbita, Asuka viene avvicinata dal suo sé "originale", rivelandola come un clone della serie Shikinami. La Wunder viene così attaccata da una quarta nave della Nerv e dall'Unità-07, che hackera i sistemi della ammiraglia della Wille.
Gendō Ikari compare sul ponte esterno della Wunder, ancora bloccata dalla nave della Nerv. Misato e Ritsuko cercano di affrontarlo e la scienziata gli spara, senza alcun risultato: Gendō ha usato la Chiave di Nabucodonosor per trascendere l'umanità, diventando quindi l'Angelo Finale. Gendō rivela che lo scopo dei cloni delle serie Shikinami e Ayanami è di mettere in atto il Progetto del Perfezionamento dell'Uomo, dunque si congeda ed entra nell'Unità-13. Un determinato Shinji chiede a Misato di fargli pilotare un'ultima volta l'EVA-01. Sakura Suzuhara e Midori Kitakami cercano di fermarlo sparandogli, ma Misato lo protegge, prendendosi il proiettile al posto suo. Misato si scusa con Shinji, dicendo di aver sbagliato per averlo incolpato di tutto e che d'ora in avanti si assumerà lei la responsabilità delle azioni del ragazzo, in quanto suo subordinato. Mari prende l'Unità-08 e la fonde con le Unità da 09 a 12. All'interno dell'Unità-01, il clone originale di Ayanami appare a Shinji, scusandosi per non essere stata in grado di risparmiargli dal dover entrare di nuovo in un EVA, ma Shinji sorride e dice che va bene così. Nel frattempo, le danze dell'Additional Impact sono aperte: le quattro navi della Nerv sono in posizione, la Luna Nera (dalle sembianze del Sacro Graal)  è nell'epicentro dell'Additional Impact, trasmutandosi nella fusione della Lancia di Longinus e di Cassius, apre la Camera del Guf, costituendo un varco per l'Anti-universo. La titanica Lilith dalle sembianze di Rei emerge dal portale della Camera del Guf, scatenando un gigantesco tsunami di Unità Evangelion.
Gendō e Shinji si confrontano sia fisicamente che psicologicamente nell'Universo Negativo, in cui l'LCL dà forma alla percezione, entrando in una lotta surreale in cui si scontrano in luoghi diversi in cui Shinji ha vissuto le sue avventure nei film precedenti. Gendō mostra a Shinji un "Evangelion immaginario", una Lilith Nera prevista dalle teorie del Dr. Katsuragi. In Antartide, Misato si prepara a trasformare la Wunder in una terza Lancia da scagliare contro l'occhio destro della gigantesca Rei, sacrificandosi per impedire l'Additional Impact. Shinji ottiene dunque la terza lancia, Gaius ovvero la Lancia della Wille, la quale gli permette di fermare l'Additional Impact. Per la prima volta il padre, senza barriere e senza filtri, si apre al figlio, riconoscendo di averne avuto paura. E il figlio riesce finalmente a vedere Gendō e a conoscerlo, osservando le visioni delle esperienze passate del padre, e di come anche lui fosse attanagliato dall'incapacità di comunicare e intrattenere rapporti interpersonali, fino a quando non conobbe Yui Ikari, che riuscì ad accettarlo per come era. La prematura perdita di Yui lo traumatizzò profondamente, facendogli conoscere il dolore della solitudine dovuto alla perdita della persona amata. Incapace di accettare la realtà, Gendō avrebbe messo di fronte alla salvezza del mondo e al Piano per il Perfezionamento dell'Uomo, il desiderio di ricongiungersi con la sua amata Yui. Riconosciuto il suo trauma e il suo dolore, Gendō trova per la prima volta vicinanza nel figlio. Shinji adesso si trova sulla spiaggia bagnata dalle onde del mare rosso dove c'è un'Asuka adulta, nei confronti della quale dichiara finalmente i sentimenti che ha provato in passato verso di lei, i quali vengono accettati dalla ragazza che ammette che anche lei provava attrazione verso di lui. Shinji la ringrazia e si congeda. Il ragazzo si sposta ora nei pressi della statua dell'angelo, dove avvenne il primo incontro con Kaworu. Quest'ultimo rivela di essere sia il primo angelo Adam,  sia il tredicesimo, la speranza e la disperazione insieme e che sarà costretto a rivivere per sempre questo circolo vizioso, a causa anche della predestinazione che unisce i due nel "Libro della Vita", e che impedisce a Kaworu di morire definitivamente, facendolo rinascere continuamente sulla Luna. Il "Comandante Nagisa" parla anche con Kaji, che lo aiuta a capire che la sua stessa felicità non deve essere per forza legata a quella di Shinji. Il Third Children lo libera dal suo legame, Kaji propone quindi a Kaworu di visitare la fattoria di suo figlio e Misato.

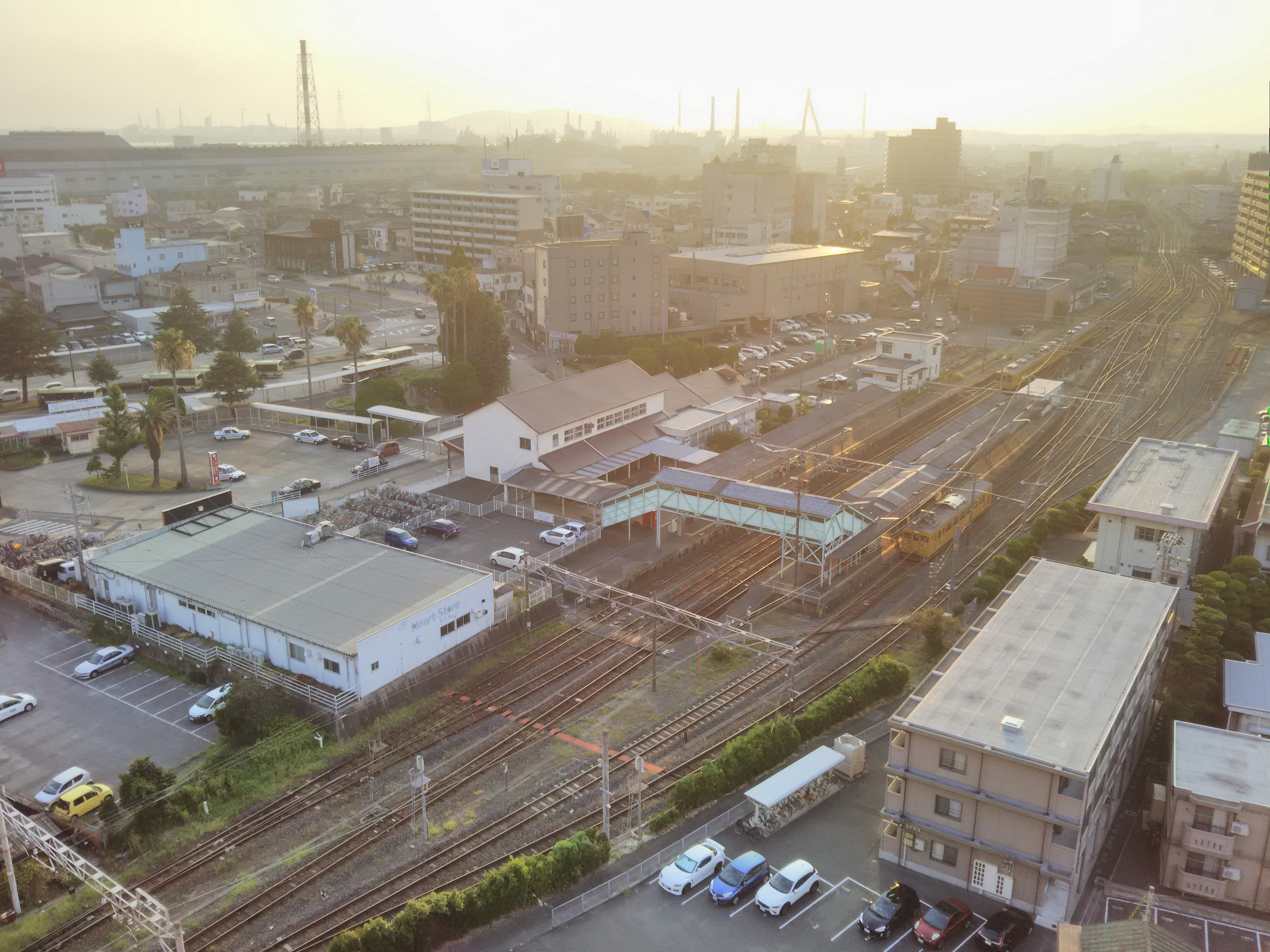
La stazione ferroviaria della città di Ube nella prefettura di Yamaguchi.

In una sequenza metafilmica, ambientata in un set cinematografico, Shinji dice addio a Rei, notando che mentre un reset completo del mondo non è possibile, può creare un nuovo mondo, un "Neon Genesis", una nuova genesi, cioè un mondo senza Evangelion. Gendō e Yui si sacrificano infine per evitare che debba farlo Shinji stesso, il che li riporta tutti nelle loro forme originali ripristinando il mondo.
Asuka, Rei e Kaworu sono sulla piattaforma di una stazione ferroviaria, e uno Shinji adulto viene avvicinato da Mari. Shinji e Mari escono tenendosi per mano e la sequenza si trasforma in live-action nella città natale di Hideaki Anno - Ube, nella prefettura di Yamaguchi. Tutti i Children hanno finalmente trovato la loro strada nella nostra realtà.

## Produzione
Annunciato nel 2006 in concomitanza con gli altri film del Rebuild, nelle prime bozze del progetto sarebbe dovuto uscire in concomitanza con Evangelion: 3.0, con la durata di 45 minuti. Il film era inizialmente previsto per il 2014, salvo poi essere spostato al 2015. A causa di problemi personali del regista, la produzione del film venne bloccata a tempo indeterminato. Nel 2017, dopo aver girato Shin Godzilla, Anno confermò di essere al lavoro su Evangelion: 3.0+1.0. All'anteprima giapponese del film Mirai, a luglio 2018 venne pubblicato un teaser trailer, che annunciava l'uscita del film nel 2020. Il 6 luglio 2019, in occasione del Japan Expo a Parigi, è stata proiettata la prima introduzione del film (intitolata AVANT 1) della durata di 10 minuti e 40 secondi. Il 17 aprile 2020 viene annunciato il titolo internazionale del film, ovvero Evangelion: 3.0+1.0 Thrice Upon a Time. Il 16 dicembre 2020 viene annunciata la conclusione della lavorazione del film.

## Musica
Il 9 dicembre 2020 è stato annunciato che il tema di chiusura del film sarà One Last Kiss. La canzone, eseguita da Hikaru Utada e co-prodotta da Utada e AG Cook, è stata rilasciata in digital download il 24 gennaio 2021 e come CD e LP a riproduzione estesa con versioni rimasterizzate del precedente tema di Rebuild of Evangelion il 27 gennaio 2021. È stata distribuita insieme al film il 9 marzo 2021. Utada ha notato che questa era la prima volta che scriveva il testo della canzone basandosi sulla lettura di una versione finita della sceneggiatura di un film, invece di limitarsi a sfogliare le prime bozze. Anno ha anche diretto il video musicale della canzone.
Un album della colonna sonora, intitolato Shin Evangelion da Shirō Sagisu, doveva essere rilasciato il 10 febbraio 2021, ma è stato posticipato a causa del ritardo del film. È stato poi rilasciato il 17 marzo 2021. L'album della colonna sonora, composto da 3 dischi, riprende diversi brani dei precedenti lavori di Sagisu per Anno, rinnovandoli completamente, come Nadia - Il mistero della pietra azzurra e Le situazioni di Lui & Lei, oltre a contenere versioni cover di VOYAGER ~ Hizuke no Nai Bohyou di Megumi Hayashibara, originariamente scritto ed eseguito da Yumi Matsutoya per Bye-Bye Jupiter del 1984, e uno spunto da The War in Space del 1977, originariamente composto da Toshiaki Tsushima.

## Distribuzione
Il 27 dicembre 2019 sul sito ufficiale di Evangelion venne annunciato che il film sarebbe dovuto uscire il 27 giugno 2020 in Giappone, tuttavia il 17 aprile 2020, a causa dell'emergenza COVID-19, è stato posticipato a data da destinarsi. Il 16 ottobre 2020, durante la première del film di Demon Slayer, venne pubblicato un nuovo trailer in cui veniva indicata come nuova data d'uscita il 23 gennaio 2021, ma viene rimandato nuovamente, finché il 26 febbraio è stata comunicata la data d'uscita nei cinema giapponesi definitiva: l'8 marzo 2021.
In Italia il film è stato distribuito nella versione 3.0+1.01 (che si differenzia per alcuni cambi di inquadratura e di fotografia) sulla piattaforma Amazon Prime Video dal 13 agosto 2021. Nella conferenza italiana Romics 2022 è stato annunciato che il film sarebbe stato distribuito nei cinema italiani dal 12 al 14 settembre 2022 con un nuovo doppiaggio curato dalla Dynit.

## Critica
Il film è stato accolto molto positivamente dal pubblico giapponese. L'Asahi Shimbun ha pubblicato una serie di recensioni di accademici e critici giapponesi. Hiroki Azuma ha elogiato il film come un "grande capolavoro", scrivendo che, sebbene apparentemente sembri un film di fantascienza, in realtà è una biografia-confessione di Anno. Commentando lo stile di Anno, il regista Mamoru Oshii ha sottolineato come Anno fosse diventato "più un produttore che un regista" e sentiva che la percezione di Hiroki Azuma mancasse nel film. Akiko Sugawa ha elogiato la rappresentazione dei personaggi femminili. Il sito giapponese Eiga.com e altri hanno elogiato il film per aver mantenuto la sua promessa di essere facilmente avvicinabile a uno spettatore che non avesse familiarità con l'originale Neon Genesis Evangelion, ribadendo il suo ruolo di storia a sé stante, ma anche paragonandolo allo status della serie come fenomeno di cultura pop. Sul sito Filmmarks, il film ha ottenuto il punteggio di soddisfazione del primo giorno più alto della sua storia.
I recensori hanno anche notato l'accoglienza divisiva del film tra i fan di Evangelion, con il finale che per molti si è rivelato particolarmente controverso. Analogamente a The End of Evangelion, i recensori hanno ritenuto che il film si concentrasse sul tema del "ritorno alla realtà", ma erano divisi sull'efficacia della sua messa in scena e sulla risoluzione delle trame. Bunshun Online ha concluso che, a differenza del film del 1997, 3.0+1.0 non intendeva dare agli spettatori un mistero da risolvere, ma fornire una risposta molto più diretta ed esplicita. Articolisti per Yahoo! Japan e altri hanno concordato sulla cesura dal lavoro precedente, riflettendo un diverso contesto culturale e un diverso stato personale di Hideaki Anno, ipotizzando che il suo periodo alla Ghibli lo avesse fortemente influenzato. La storia meno sfaccettata in cui il personaggio di Shinji è stato completamente "consumato" dal suo autore nell'intento di spezzare la "maledizione dell'Otaku" - rappresentata nella storia dalla "Maledizione degli Evangelion"- e considerato che il finale poteva essere spiegato solo con conoscenze di base sulla vita di Anno, ha destato accese discussioni sul tema tra i fan.
Anno ha in parte ricreato la sua città natale di Ube nell'opera così com'era durante la sua giovinezza, spingendo il turismo da parte dei fan alla città.

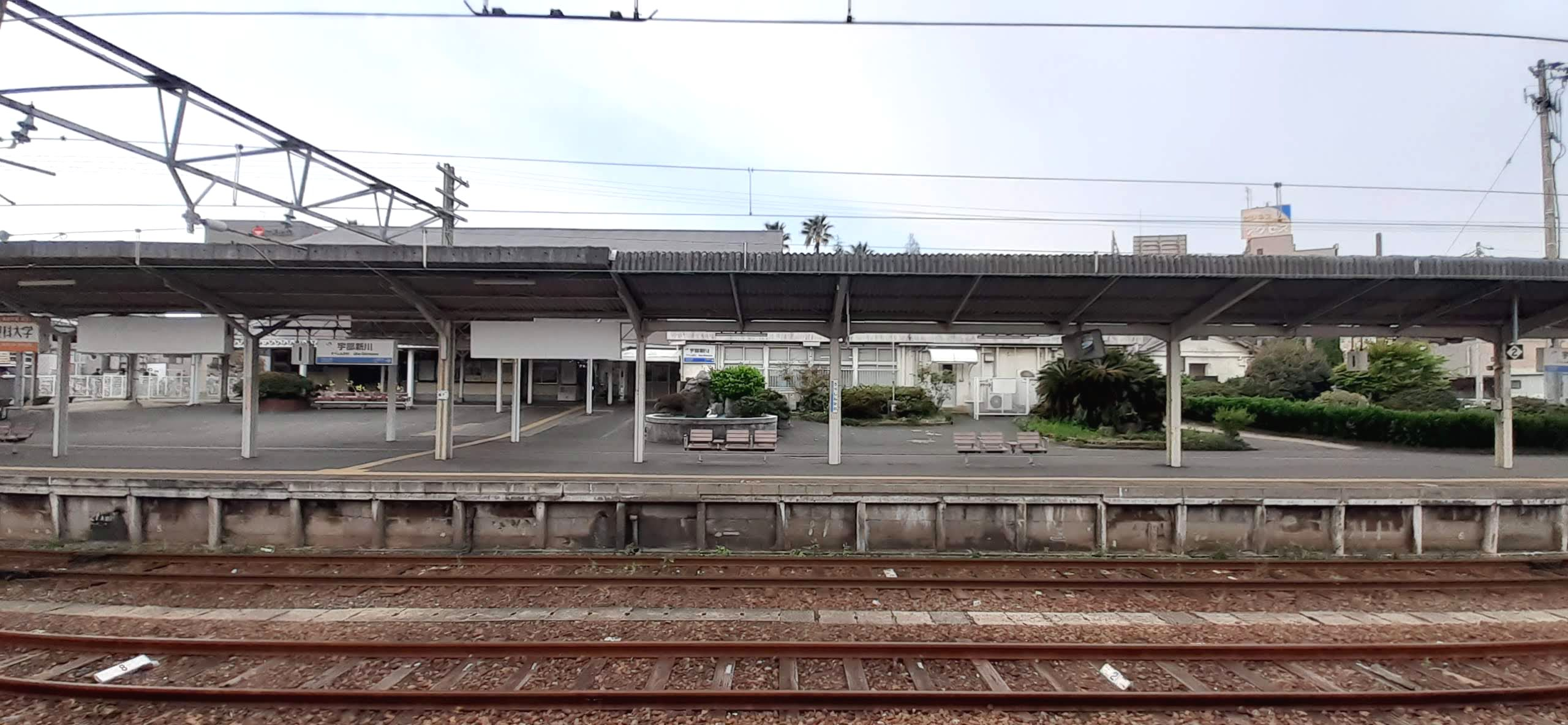
Linea 1 della Stazione di Ube.
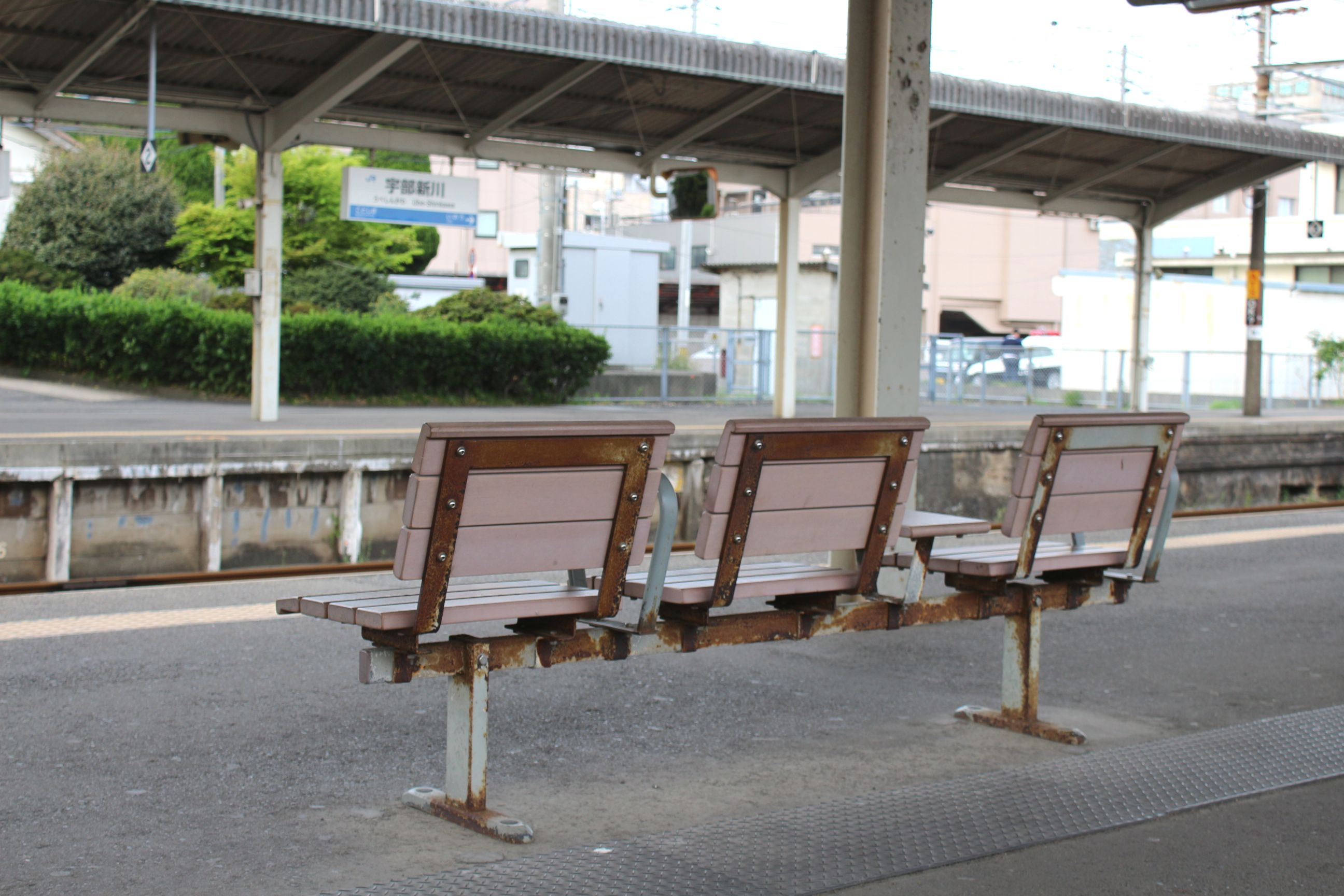
Panchina della stazione di Ube tra le Linee 3 e 4 dove Shinji e Mari si rincontrano.
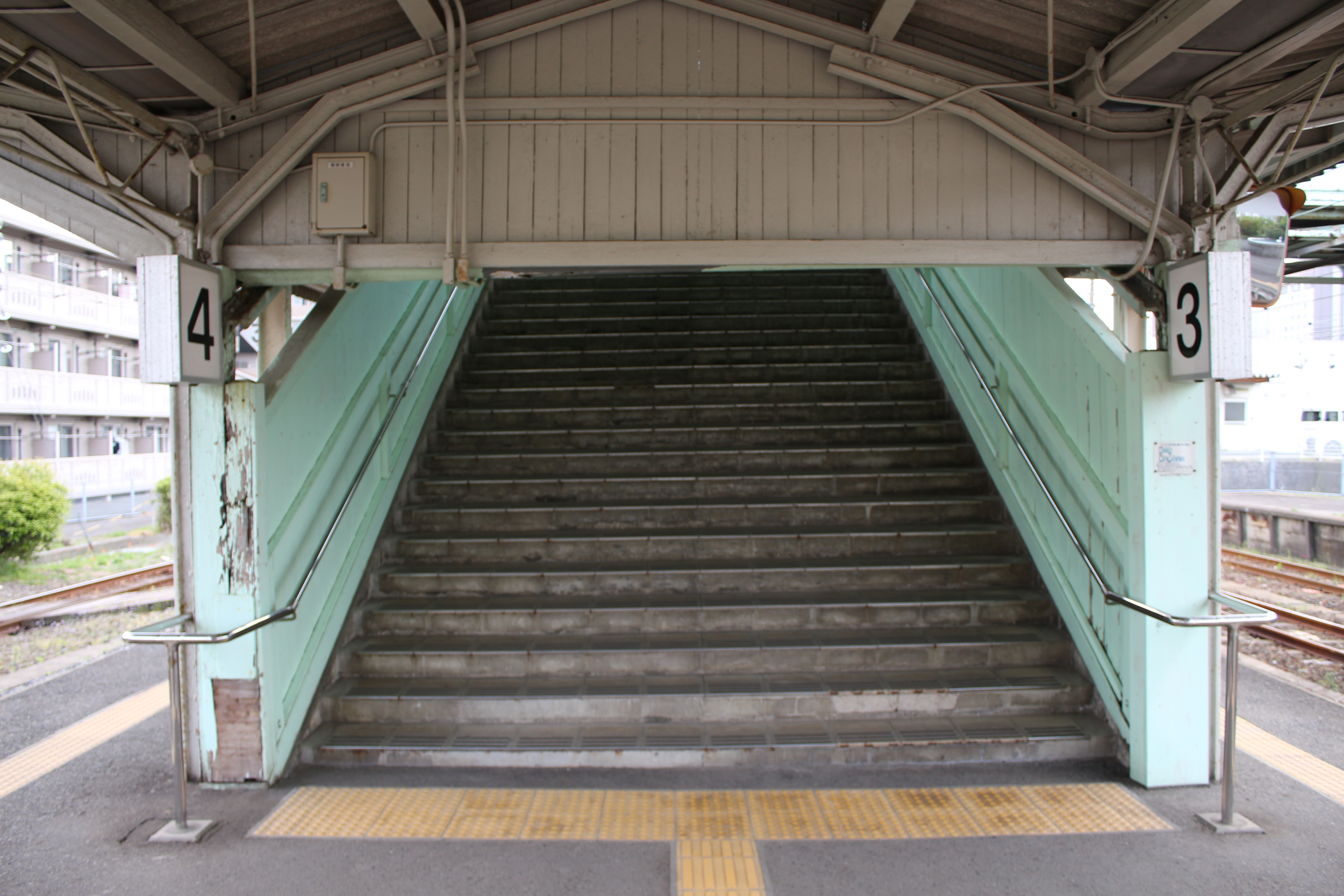
Scale della piattaforma ferroviaria tra le Linee 3 e 4.
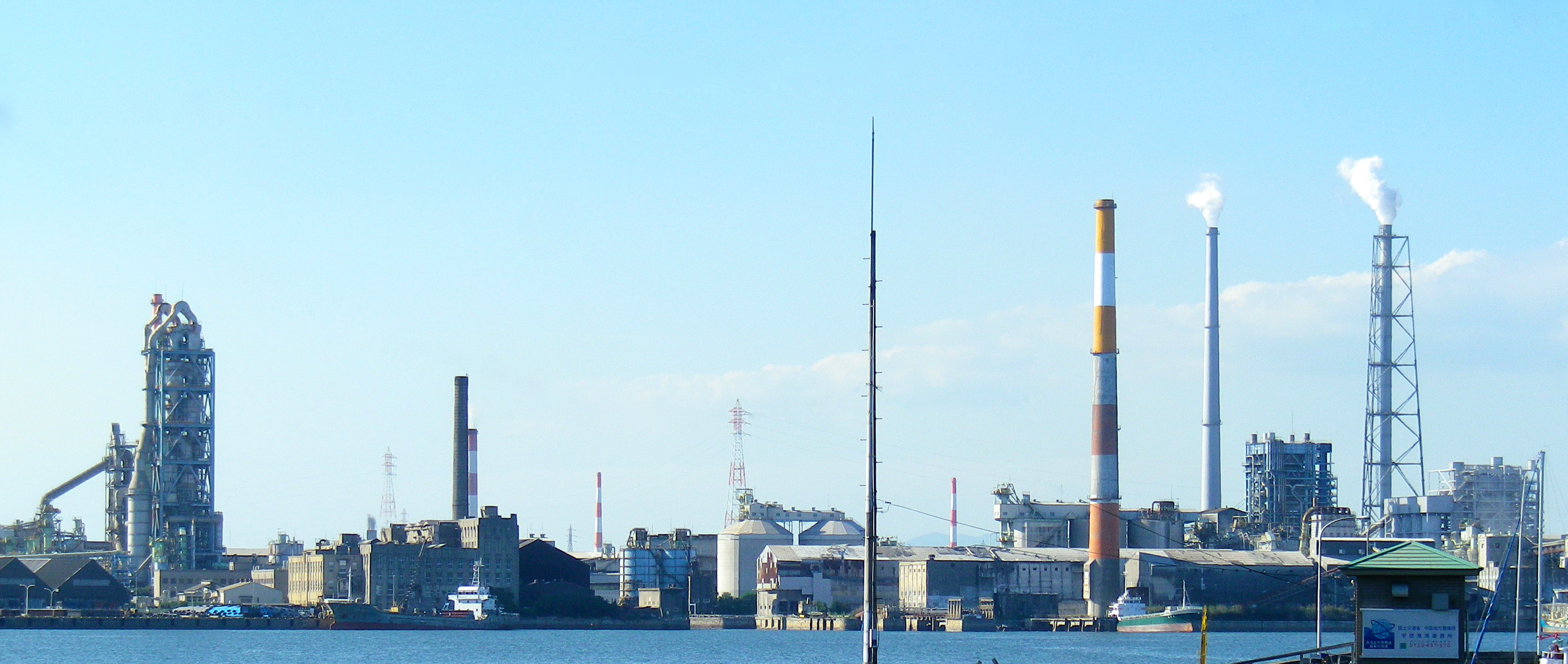
Ube Industries.

In contrasto con l'accoglienza negativa del suo predecessore Evangelion: 3.0 You Can (Not) Redo, l'accoglienza della critica americana è stata positiva. Richard Eisenbeis di Anime News Network ha notato gli stretti legami del film con The End of Evangelion a livello tematico e narrativo e ha elogiato la sua caratterizzazione, notando anche i suoi diversi temi. In compenso, ha criticato la sua costruzione del mondo oltre alla mancanza di sviluppo del personaggio di Mari per giustificare il suo ruolo nella trama. Kyle McLain di IGN ha elogiato il film per i temi della maturità, della speranza e della positività, ma non ha apprezzato l'imperscrutabile atto finale. Matt Schley di The Japan Times ha condiviso la sua opinione, affermando: "Thrice Upon a Time strizza l'occhio a coloro che sperano in un criptico finale non definitivo per Evangelion. Come i suoi predecessori, 3.0+1.0 solleva più domande di quante ne risponda". Justin Harrison di The Spool lo ha definito "un film profondamente commovente". SoraNews24 ha espresso perplessità sulla conclusione, ma ha osservato che il film è "complesso, colpisce persone diverse in modi diversi ed è qualcosa che innesca immediatamente la voglia di una seconda visione". Daryl Harding di Crunchyroll ha notato che il film "va abbastanza in meta" e ha elogiato la sua direzione, ma ha ripetutamente criticato l'animazione. Chris Cimi di Otaquest ha notato che il film costruisce un'estetica significativamente diversa dal "linguaggio visivo iconico" della serie, fino ad un punto controverso: "La computer grafica sicuramente assomiglia alla computer grafica".

### Botteghino
Anno ha dichiarato il suo desiderio di vedere 3.0+1.0 superare la soglia dei 10 miliardi di yen, che considerava un punto di riferimento per gli anime mecha. Il film è uscito in Giappone l'8 marzo 2021 guadagnando ¥ 802.774.200 ($ 7.387.198) il primo giorno, superando il suo predecessore del 23,8% e battendo il record del giorno di apertura IMAX in Giappone. Il film ha incassato ¥ 3.338.422.400 ($ 30.596.851) nella sua prima settimana, classificandosi al primo posto in Giappone nella sua settimana di apertura. In 21 giorni, il film ha venduto 3.961.480 biglietti e ha incassato 6.078.211.750 ($ 55.492.310) in Giappone, superando i guadagni totali di 3.0 di 5,3 miliardi di yen. In 30 giorni ha superato i 7 miliardi di yen (63,77 milioni di dollari), completando per quattro settimane il primo posto al botteghino giapponese. L'8 maggio ha superato Shin Godzilla ed è diventato il film con il maggior incasso di Anno con 8,28 miliardi di yen (75,72 milioni di dollari). Con l'uscita aggiornata 3.0+1.01 il 12 giugno, il film è tornato al primo posto al botteghino dopo aver trascorso un fine settimana fuori dalla top 10 e il 15 giugno, esattamente il centesimo giorno dall'uscita, ottenendo un aumento del 960,5%, ha raggiunto i 9 miliardi di yen (81,7 milioni di dollari). Il 13 luglio è stato annunciato che il film ha superato i 10 miliardi di yen, diventando il primo film distribuito da Toei a raggiungere questo traguardo al botteghino e terminando la sua corsa nelle sale il 21 luglio incassando 10,22 miliardi di yen con un numero di presenze di 6,69 milioni di persone.